# Koreańska Republika Ludowa
Koreańska Republika Ludowa (KRL) – krótkotrwały rząd tymczasowy, zorganizowany w czasie kapitulacji Japonii pod koniec II wojny światowej, proklamowany 6 września 1945 r., kiedy Korea została podzielona na dwie strefy okupacyjne: Związek Radziecki zajmował północ, a Stany Zjednoczone zajmowały południe. W oparciu o sieć komitetów ludowych przedstawiony został program radykalnych zmian społecznych.

## Historia

### Ustanowienie
15 sierpnia 1945 r. Cesarstwo Japońskie poddało się aliantom. Cesarskie władze Japonii zażądały ustanowienia rządu, który zapewniłby bezpieczeństwo ich osobom i mieniu po zakończeniu okupacji. Podczas gdy Związek Radziecki nadal walczył z Cesarstwem Japońskim w Chongjin, Endo Ryusaku, który służył w japońskim rządzie generalnym starał się zapewnić powrót Japończyków. Zaproponował Song Jin-woo przejęcie bezpieczeństwa i praw administracyjnych Korei, ale kiedy to zostało odrzucone, poprosił o spotkanie z Lyuh Woon-hyung w Seulu. Pod przywództwem Lyuha nowo utworzony Komitet ds. Przygotowania do Niepodległości Korei zorganizował inne komitety ludowe w całym kraju w celu koordynowania przejścia do niepodległości. 28 sierpnia 1945 Komitet ogłosił, że będzie funkcjonować jako tymczasowy rząd narodowy Korei, 6 września w Seulu jego działacze spotkali się i powołali Koreańską Republikę Ludową.
Prawa bezpieczeństwa i administracyjne zostały przeniesione na Lyuh, a bezpieczeństwo Japończyków ewakuujących się z Półwyspu Koreańskiego zostało zagwarantowane. W związku z tym Lyuh zasugerował następujące warunki:
- Natychmiastowe uwolnienie więźniów politycznych i więźniów gospodarczych w całym kraju.
- Bezpieczne jedzenie na trzy miesiące w sierpniu, wrześniu i październiku.
- Nieingerowanie w działalność polityczną.
- Nieingerowanie w edukację studentów i młodzieży.
- Nieprzeszkadzanie w mobilizacji robotników i chłopów do rad robotniczych.

W związku z tym wicepremier Generalnego Gubernatora zaakceptował te warunki. Tej nocy Lyuh Woon-hyung powołał Narodowy Komitet Przygotowawczy, opierając swoją strukturę na Sojuszu Założycielskim, podziemnym tajnym ruchu niepodległościowym, który utworzył rok wcześniej w sierpniu 1944 roku. Następnie Lyuh uwolnił wszystkich więźniów politycznych w więzieniu Seodaemun. Dwa dni po utworzeniu Krajowego Komitetu Przygotowawczego utworzono, rozbudowano i zreorganizowano systematyczną sieć organizacyjną. Lyuh został wybrany na przewodniczącego, a An Jae-hong na wiceprzewodniczącego.

### Rozlokowanie

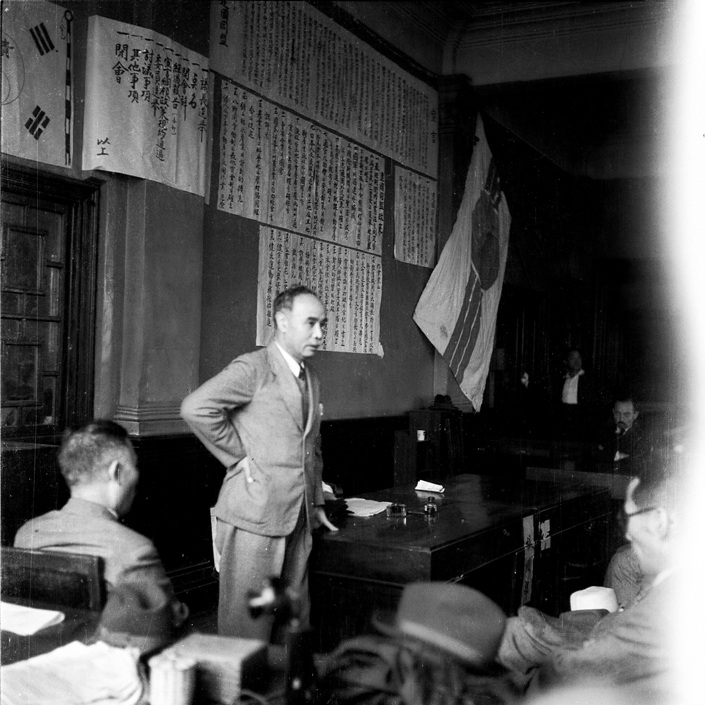
Wiceprzewodniczący Lyuh Woon-hyung wygłasza przemówienie w YMCA w Gyeongseong (16 sierpnia 1945 r.)

Koreańska Republika Ludowa miała duże znaczenie, gdyż była pierwszą koreańską organizacją polityczną, która wprowadziła lokalną autonomię w postaci komitetów ludowych. Do końca sierpnia w odpowiedzi na poparcie ludu utworzonych zostało ponad 140 komitetów na terenie całego kraju.
Prace organizacyjne Narodowego Komitetu Przygotowawczego prowadzono także w Korei Północnej. Przywódcą w tym regionie był Cho Man-sik, pochodzący z Pjongjangu, który „obrał bezprzemocową, a bezkompromisową drogę” podczas japońskiej kolonizacji. W różnych warunkach regionalnych na południu i północy Półwyspu Koreańskiego Lyuh Woon-hyung i Cho Man-sik rozpoczęli jednocześnie projekt założycielski.
Organizacja miała różne nazwy i różnice w składzie, w zależności od tego, czy kierowali nią komuniści, czy nacjonaliści. Stanowiła również podstawę do budowy nowego narodu jako „ludowej organizacji samorządowej”, stworzonej zarówno przez nacjonalistów, jak i socjalistów, którzy byli zaangażowani w ruch niepodległościowy podczas japońskiej kolonizacji.

### Program
Program państwa został wprowadzony 14 września, składał się z dwudziestu siedmiu punktów, obejmował on: „konfiskatę bez rekompensaty ziem posiadanych przez Japończyków i ich kolaborantów; swobodny podział tej ziemi wśród chłopów; limity czynszów na nieredystrybuowanej ziemi; nacjonalizację głównych gałęzi przemysłu, takich jak górnictwo, transport, bankowość i komunikacja; nadzór nad małymi i średnimi firmami; gwarancję podstawowych praw i wolności człowieka, w tym mowy, prasy, zgromadzeń i wiary; powszechne prawo wyborcze dla dorosłych powyżej osiemnastego roku życia; równość kobiet; reformy prawa pracy obejmujące ośmiogodzinny dzień pracy, płacę minimalną i zakaz pracy dzieci; oraz „ustanowienie bliskich stosunków ze Stanami Zjednoczonymi, ZSRR, Wielką Brytanią i Chinami oraz pozytywny sprzeciw wobec wszelkim wpływom zagranicznym ingerującym w wewnętrzne sprawy państwa”.  Dewiza Korei brzmiała adekwatnie „samowystarczalne i niezależne państwo”.

## Rozwój

### Przejęcie północy przez komunistów
24 sierpnia 1945 r, gdy Armia Czerwona wkroczyła do Pjongjangu, zastała tam ustanowiony tamtejszy Komitet Ludowy, na czele którego stał weteran i chrześcijański nacjonalista Cho Man-sik. W przeciwieństwie do ich amerykańskich odpowiedników, władze radzieckie uznały komitety ludowe i współpracowały z nimi. Według niektórych relacji Cho był pierwszym wyborem rządu radzieckiego, by dowodzić Koreą Północną.
W grudniu 1945 r. Na Konferencji Moskiewskiej Związek Radziecki zgodził się na propozycję amerykańską dotyczącą powiernictwa do Korei przez okres do pięciu lat w związku z niepodległością. Większość Koreańczyków natychmiast zażądała niepodległości, ale Kim Ir Sen i inni komuniści poparli powiernictwo pod presją rządu radzieckiego. Cho Man-Sik sprzeciwił się tej propozycji na publicznym spotkaniu 4 stycznia 1946 r. I został umieszczony w areszcie domowym.  Lutego 1946 r. Komitety ludowe zostały zreorganizowane jako tymczasowe komitety ludowe, zdominowane przez komunistów.  Nowy reżim ustanowił popularną politykę redystrybucji gruntów, nacjonalizacji przemysłu, reformy prawa pracy i równości kobiet.  Tymczasem istniejące grupy komunistyczne zostały zrekonstruowane jako Partia Robotnicza Korei pod przywództwem Kim Ir Sena.
Po niepowodzeniu negocjacji w sprawie zjednoczenia Korei 9 września 1948 r., została proklamowana Koreańska Republika Ludowo-Demokratyczna (KRLD), której premierem został Kim Ir Sen.

### Tłumienie na południu
Po przybyciu Amerykanów we wrześniu 1945 r. Rząd Wojskowy Armii Stanów Zjednoczonych w Korei kontrolował półwysep na południe od 38 równoleżnika. Wojskowy gubernator generał-lejtnant John R. Hodge odmówił uznania Koreańskiej Republiki Ludowej i jej Komitetów Ludowych i zakazał jej 12 grudnia. Później stwierdził, że „jedną z naszych misji było rozbicie tego komunistycznego rządu”. 19 lipca 1947 Lyuh Woon-hyung został zamordowany przez Han Ji-geuna, członka skrajnie prawicowej grupy Baeguisa.
Niektóre lokalne jednostki Koreańskiej Republiki Ludowej nadal działały w regionie Jeolla, a zwłaszcza na wyspie Czedżu, gdzie ich obecność, wraz z grasującymi antykomunistycznymi gangami młodzieżowymi, przyczyniła się do napięć, które eksplodowały w wydarzeniach znanych jako powstanie Czedżu w 1948–1949.

### Cały kraj
Na początku listopada utworzono Narodową Radę Koreańskich Związków Zawodowych i zatwierdziła ona KRL i jej program. W grudniu utworzono Narodową Ligę Związków Chłopskich, Koreańską Ligę Młodzieży Demokratycznej i Ligę Kobiet, które wspierały KRL.

## Centralny Komitet Ludowy
- Przewodniczący: Lyuh Woon-hyung
- Premier: Ho Hon
- Dyrektor Spraw Wewnętrznych: Kim Gu
- Dyrektor Spraw Zagranicznych: Kim Kyu-sik
- Dyrektor Finansowy: Cho Man-sik
- Dyrektor wojskowy: Kim Won-bong
- Dyrektor ds. Gospodarczych: Ha Pilwon
- Dyrektor ds. Rolnictwa i Leśnictwa: Bong Mi-seon
- Dyrektor ds. Zdrowia: Lee Man-Gyu
- Dyrektor ds. Transportu: Hong Nam-pyo
- Dyrektor ds. Bezpieczeństwa: Choi Yong-Dal
- Sędzia Główny: Kim Byung-ro
- Dyrektor ds. Edukacji: Kim Seong-su
- Dyrektor Propagandy: Kwan-Sul Lee
- Dyrektor ds. Komunikacji: Sin Ik-hui
- Dyrektor Pracy: Lee Sang-Hyuk
- Sekretarz generalny: Yi Kang-guk
- Dyrektor ds. Prawnych: Choi Ikhan
- Dyrektor Planowania: Jeong Baek